# Taça Pierre Colon
A Taça Pierre Colon foi um troféu conquistado pelo Coritiba Foot Ball Club na França em sua primeira excursão internacional no ano de 1969. Está foi a primeira excursão de um clube paranaense à Europa.
Em 15 de agosto, Dia da República de Vichy que marca a data da resistência francesa na Segunda Guerra Mundial, o Coritiba disputou a taça Pierre Colon. O torneio foi disputado entre o Bordeaux de Bordeaux, o Saint Etienne de Vichy e o Red Star de Paris, além do Coritiba como convidado.

## Coritiba (elenco)
Time base: Joel Mendes; Modesto, Roderley, Nico e Nilo; Paulo Vecchio e Rinaldo (Lucas); Passarinho, Krüger, Kosileck e Edson. Também participaram Célio, Marinho, Rossi, Oldack, Oromar e Antoninho. O treinador do Coritiba era Francisco Sarno.

## Partidas
- 15/08/1969 - Coritiba 1 x 0 Saint Etienne
  - Local: Vichy (França)
  - Gol do Coritiba: Oromar
  - Detalhes: Saint-Etienne era o tricampeão francês, até então, líder do campeonato de 1969, possuindo sete atletas na seleção nacional.

- 17/08/1969 - Coritiba 2 x 2 Red Star
  - Local: Paris (França)
  - Gols do Coritiba: Krüger e Passarinho
  - Detalhes: No campeonato francês de 1969, o Red Star era o terceiro colocado. Coritiba começou perdendo por 2x0.

- 23/08/1969 - Coritiba 0 x 0 Bordeaux
  - Local: Bordeaux (França)
  - Detalhes: O Bordeaux é um dos mais tradicionais clubes da França.

## Premiação
| Taça Pierre Colon 1969                      |
| Brasil                                      |
| ------------------------------------------- |
| Coritiba Foot Ball Club Campeão (1° título) |